# Ормон-Десу
Ормон-Десу (фр. Ormont-Dessous) — громада  в Швейцарії в кантоні Во, округ Егль.

## Географія
Громада розташована на відстані близько 75 км на південний захід від Берна, 38 км на південний схід від Лозанни.
Ормон-Десу має площу 64,1 км², з яких на 3,2% дозволяється будівництво (житлове та будівництво доріг), 38,9% використовуються в сільськогосподарських цілях, 45,4% зайнято лісами, 12,5% не є продуктивними (річки, льодовики або гори).

## Демографія
2019 року в громаді мешкало 1142 особи (+11,9% порівняно з 2010 роком), іноземців було 16,5%. Густота населення становила 18 осіб/км².
За віковим діапазоном населення розподілялося таким чином: 18,8% — особи молодші 20 років, 60,5% — особи у віці 20—64 років, 20,7% — особи у віці 65 років та старші. Було 569 помешкань (у середньому 2 особи в помешканні).
Із загальної кількості 406 працюючих 90 було зайнятих в первинному секторі, 45 — в обробній промисловості, 271 — в галузі послуг.